# 3 de mayo
El 3 de mayo es el 123.º (centésimo vigesimotercer) día del año en el calendario gregoriano y el 124.º en los años bisiestos. Quedan 242 días para finalizar el año.

## Acontecimientos
- 1375 a. C.: en China, se registra un eclipse solar, «El Sol está avergonzado, se ocultó durante el día».[1]
- 170: en la costa del mar de Mármara, cerca del pueblo de Cícico (Turquía) sucede un terremoto de magnitud 7,0 en la escala sismológica de Richter.
- 326: en Bizancio, Helena de Constantinopla (madre del emperador Constantino) dice haber encontrado la cruz de madera en la que murió Jesucristo.
- 754: cerca de Jerusalén (Israel) sucede un terremoto. Sus efectos se registran también en Halab (Siria) y Antioquía (Turquía).[2]
- 1240: en el pueblo de Écija (Sevilla) las tropas cristianas vencen a los musulmanes.
- 1248: En el marco de la Conquista cristiana de Sevilla, la flota cántabra remonta el río Guadalquivir con el objetivo de destruir el Puente de Barcas, que facilitaba la llegada de suministros a la ciudad. Los defensores lo protegen con flechas y fuego griego.
- 1283: en el combate naval de Malta, la escuadra aragonesa de Roger de Lauria derrota a la francesa.
- 1487: en el pueblo de Vélez (Málaga) ―que se rindió el 27 de abril― entra triunfal el rey Fernando el Católico.
- 1493: termina oficialmente la conquista castellana de la isla de La Palma (islas Canarias), fundándose el lugar de Santa Cruz de La Palma.
- 1493: en Roma, el papa Alejandro VI emite una bula que delimita la zona de descubrimientos de España y Portugal.
- 1494: comienza la conquista castellana de la isla de Tenerife (islas Canarias), fundándose el real y futura ciudad de Santa Cruz de Tenerife.
- 1494: en la isla de Jamaica desembarcan los conquistadores españoles liderados por Cristóbal Colón.
- 1502: en la actual Guajira venezolana, los conquistadores españoles liderados por Alonso de Ojeda fundan la aldea de Santa Cruz de Coquibacoa, primera población fundada en el continente americano por europeos.
- 1523: en la costa del mar Caribe, los conquistadores españoles liderados por Cristóbal de Olid desembarcan en lo que hoy es Honduras y toman posesión de ese territorio en nombre del rey de España.
- 1720: en Suecia, Federico de Hesse es coronado rey.
- 1721: en Bergen (Noruega) se embarca para una misión evangelizadora en la isla de Groenlandia el misionero luterano noruego Hans Egede, que será llamado el «Apóstol de Groenlandia».
- 1787: Carlos III autoriza la creación, en Cusco (Perú), de una audiencia pretorial para administrar mejor el virreinato.
- 1791: en Polonia se aprueba la primera Constitución del país; es la segunda Carta Magna moderna en el mundo (después de la de Estados Unidos).
- 1808: En Madrid, España, las tropas de ocupación francesas ejecutan masivamente a ciudadanos de la ciudad, sentenciados por una Comisión Militar, por participar en las revueltas del día anterior. La dura represión, unida a los abusos de los invasores, provocó una serie de levantamientos por todo el país iniciándose la Guerra de la Independencia española.
- 1808: Durante la Guerra de Finlandia, la fortaleza de Suomenlinna, que estaba en manos de Suecia, se rindió a Rusia, facilitando la ocupación de Finlandia por las fuerzas rusas en 1809.
- 1814: el Gobierno chileno y el ejército realista de Gabino Gaínza firman el Tratado de Lircay, mediante el cual se produce un breve cese de las hostilidades. Un factor determinante fue la posterior evolución que asumió la Guerra de Emancipación de Chile.
- 1814: el Gobierno francés destierra al exemperador Napoleón Bonaparte a la isla de Elba.
- 1844: en Madrid, el general Ramón María Narváez ocupa por primera vez la presidencia del Gobierno español, con lo que se inicia la «Década moderada».
- 1865: un Real Decreto deroga la anexión a España de Santo Domingo.
- 1888: llega a costas brasileñas el último barco con esclavos africanos.
- 1902: en la patagonia argentina, un decreto presidencial da carácter oficial de fundación al asentamiento patagónico que lleva el nombre de San Carlos de Bariloche.
- 1909: en Berlín, el científico polaco Paul Ehrlich anuncia el éxito de su medicamento contra la sífilis.
- 1914: en Rusia, los diputados socialdemócratas son expulsados de la Duma (la cámara baja del Parlamento ruso).
- 1919: en Nueva York (Estados Unidos) parte el primer vuelo de pasajeros en el continente americano, hacia Atlantic City.
- 1919: en la Unión Soviética ―en el marco de la invasión aliada en la resistencia al golpe de Estado― las tropas francesas que ayudaban a los golpistas abandonan Ucrania.
- 1920: en Nueva York (Estados Unidos), un inmigrante anarquista italiano llamado Andrea Salsedo es arrojado y asesinado desde una ventana de la Oficina de Investigación en Park Row, mientras funcionarios lo sostenían por los tobillos fuera de la ventana en un intento de obtener información en contra de los anarquistas italianos Nicola Sacco (29) y Bartolomeo Vanzetti (32).
- 1922: en Prusia (Alemania), el ministro del Interior anuncia la confiscación de los panfletos antisemitas, cada vez más abundantes.
- 1923: en los Estados Unidos se realiza el primer vuelo en avión sin escalas cruzando el país de costa a costa.
- 1924: en Barcelona (España) se descubre una fábrica de moneda falsa.
- 1926: en Reino Unido comienza la gran huelga convocada por el Trade Union Congress.
- 1929: en México, un huracán interrumpe la línea férrea entre Tampico y Veracruz
- 1931: en Portugal, el Gobierno reprime una revolución promovida en la isla de Madeira por deportados políticos.
- 1933: en Irlanda, el Dáil Éireann (la cámara baja del parlamento) aprueba una ley que deroga el juramento de fidelidad a la Corona británica
- 1937: en Barcelona (España) ―durante la guerra civil española― estalla una revolución anarquista y comunista que durará cinco días. La represión gubernamental causará 400 asesinados y 1000 heridos.
- 1938: en España se restablece la Compañía de Jesús.
- 1942: en Colombia, Alfonso López Pumarejo es elegido presidente.
- 1942: en Yugoslavia ―en el marco de la Segunda Guerra Mundial― los nazis reciben refuerzos para luchar contra los partisanos.
- 1945: en el marco de la Segunda Guerra Mundial, los aliados ocupan Rangún.
- 1946: en Japón, el general estadounidense Douglas MacArthur prohíbe de manera totalitaria a Ichirō Hatoyama (presidente de los liberales japoneses) que acepte el mandato parlamentario obtenido.
- 1947: Japón se transforma en una monarquía constitucional, de acuerdo con la nueva Constitución de Japón.
- 1948: el dramaturgo estadounidense Tennessee Williams obtiene el Premio Pulitzer por su obra teatral Un tranvía llamado Deseo.
- 1948: en Barcelona (España), los únicos pilotos españoles ganadores del Primer Gran Premio de la Peña Motorista Barcelona son Soler, Bultó y Cabestany.
- 1949: Estados Unidos lanza el primer cohete sonda, el Viking, que se eleva a 80 km de altura.
- 1950: en el sitio de pruebas atómicas en Semipalatinsk (Kazajistán) la Unión Soviética falla al detonar su segunda bomba atómica (que hubiera sido la novena de la Historia humana).
- 1952: en Chile, el Gobierno denuncia el acuerdo con Estados Unidos sobre el cobre.
- 1963: en Buenos Aires (Argentina) se constituye el Frente Nacional y Popular y El exdictador Pedro Aramburu inicia su campaña al frente de la Udelpa (Unión del Pueblo Argentino) y los radicales levantan la fórmula Illia-Perette.
- 1965: Camboya rompe relaciones diplomáticas con Estados Unidos.
- 1965: primera transmisión de TV por satélite.
- 1965: en la ONU (Nueva York), Cuba demanda al Consejo de Seguridad que se condene a Estados Unidos por su agresión contra República Dominicana.
- 1966: en Londres (Reino Unido), el periódico The Times inicia la publicación de noticias en primera plana, en lugar de los habituales pequeños anuncios.
- 1968: en un pozo artificial, a 241 metros bajo tierra, en el área U3fz del Sitio de pruebas atómicas de Nevada (a unos 100 km al noroeste de la ciudad de Las Vegas), a las 8:00 (hora local) Estados Unidos detona su bomba atómica Hatchet, de 2 kt. Es la bomba n.º 557 de las 1132 que Estados Unidos detonó entre 1945 y 1992.
- 1972: en Swansea (Reino Unido), el guitarrista Les Harvey (27), que estaba realizando un show con su banda Stone the Crows, fallece electrocutado al tocar su micrófono (sin conexión a tierra) con las manos transpiradas.
- 1972: desde La Habana parte hacia la República de Vietnam la brigada médica cubana compuesta por 9 médicos (especialistas en cirugía y anestesiología) y 6 enfermeros (algunos de ellos especializados en terapia intensiva).
- 1973: en el Museo de Arte Contemporáneo de Madrid (España) se inaugura una exposición de joyas diseñadas por Salvador Dalí.
- 1977: en España ―tras la muerte del dictador Francisco Franco―, el Gobierno legaliza el Partido "Socialista" Unificado de Cataluña (PSUC).
- 1978: la República Federal Alemana firma la Convención Europea para la lucha contra el terrorismo (sin tener en cuenta el terrorismo de Estado y que el significado de "terrorismo" es subjetivo)
- 1980: en el distrito de El Cerro (ciudad de La Habana), un terrorista cubano antirrevolucionario lanza su automóvil a toda velocidad contra una manifestación popular. Ocasiona la muerte de la cederista Francisca Navia Cuadrado y heridas a varias personas.[3]
- 1982: en Irán cae derribado el avión en el que viajaba el ministro de Relaciones exteriores de Argelia, Mohammed Ben Yahía.
- 1982: en el marco de la Guerra de Malvinas se confirma el hundimiento del crucero argentino General Belgrano por un submarino de guerra británico.
- 1983: en los Estados Unidos, un terremoto destruye parte de la ciudad de Coalinga.
- 1983: Yuri Andrópov propone que sean las ojivas nucleares y no los aparatos lanzadores los que determinen la cantidad de misiles. (Véase Tratados de Salt).
- 1984: en Francia, los terroristas de estado GAL (Grupos "Antiterroristas" de Liberación)  asesinan al militante independentista vascoJesús Zugarramurdi, conocido como Kishur, acusado por la policía española de participar en el atentado contra Luis Carrero Blanco
- 1986: en Bergen (Noruega) la canción J’aime la vie de la joven Sandra Kim, gana por Bélgica la XXXI edición de Eurovisión.
- 1987: en la República Federal de Alemania concluye el Congreso de los Verdes, con una amplia victoria del sector radical. (Véase ecología).
- 1989: las fuerzas vietnamitas inician la retirada de Camboya.
- 1989: Hamás comete el segundo ajusticiamiento de su historia, el del soldado israelí Ilan Saadon.
- 1991: en España, el Consejo de Ministros aprueba la creación de la Corporación Bancaria de España.
- 1992: en Los Ángeles y otras ciudades estadounidenses, la absolución de cuatro policías que habían apaleado brutalmente al ciudadano Rodney King, de raza negra, ocasiona tres días de revueltas raciales, con un balance de 58 muertos y graves daños materiales.
- 1992: en Afganistán, pese a la amnistía, es torturado y asesinado el expresidente del Tribunal Supremo Abdul Karim Shardan.
- 1993: en Italia, Giulio Andreotti pide al Senado que autorice el procesamiento que se ha pedido contra él.
- 1997: en Dublín (Irlanda) se celebra la XLII edición de Eurovisión. Vence la canción del Reino Unido, Love shine a light de la banda Katrina & The Waves.
- 1997: inicia el enfrentamiento entre el ajedrecista Gari Kaspárov y la computadora Deep Blue.
- 1997: en España, la organización terrorista ETA asesina a José Manuel García Fernández, agente de la Guardia Civil, en Zubierna, Vizcaya.
- 1998: la reunión de Yasser Arafat (líder palestino) y Benjamín Netanyahu (primer ministro de Israel) se cierra sin acuerdo sobre la retirada de las tropas invasoras israelíes de Cisjordania.
- 1999: Estados Unidos es asolado por treinta tornados, que provocan 43 muertes.
- 2000: las bolsas de Londres y Fráncfort se unen para crear la mayor bolsa europea, con un volumen de negocio de 5,2 billones de euros (865 billones de pesetas).
- 2003: el club Barcelona de balonmano, el más laureado del mundo, gana la Copa EHF ante el Dinamo Astrakán.
- 2003: el papa Juan Pablo II visita España por quinta vez.
- 2004: Vicente Fox presidente de México retira a su embajadora en La Habana (Cuba) en un acto de complacencia y lambisconeria con el gobierno de estados unidos.
- 2005: Irán proclama en la sede de Naciones Unidas su derecho a desarrollar planes nucleares.
- 2005: en Mogadiscio, la explosión accidental de una granada mata a 10 personas que asistían a un mitin del primer ministro somalí.
- 2005: en la ciudad pakistaní de Lahore, una explosión de gas derrumba 3 edificios y mata a 26 personas.
- 2006: en Madrid, la policía decomisa 20 000 kilos de alimentos en mal estado que habían sido introducidos en España de manera ilegal.
- 2007: en un hotel de Algarve (Portugal) desaparece de su habitación la niña Madelaine McCann.
- 2008: la isla de Birmania es arrasada por el ciclón Nargis, dejando más de 100 000 muertos y 40 000 desaparecidos.
- 2009: en Panamá se elige al opositor y corrupto Ricardo Martinelli como presidente electo, además se eligen otros 1590 cargos de elección popular
- 2012: en Argentina, el Congreso Nacional sanciona la ley 26.741, el cual, el Estado Nacional recupera las acciones de YPF S.A.
- 2014: en Argentina, falleció el Central Norte de Salta a manos de Juventud Antoniana.
- 2016: En España, el rey Felipe VI convoca elecciones generales, dando por finalizada la XI Legislatura
- 2018: Los insurgentes de  ETA ponen fin a su ciclo histórico y se disuelven, dejando atrás 853 asesinados y más de 700 acciones armadas.
- 2018: Se estrenó el vídeo musical de Accelerate de Christina Aguilera.
- 2021: En la Ciudad de México, se desploma el tramo elevado de la Línea 12 del Metro de la Ciudad de México entre la interestación Tezonco-Olivos, descarrilando dos vagones, con al menos 27 personas muertas y 80 personas heridas. Es considerado como el peor accidente del Metro de la Ciudad de México, desde la Colisión de trenes en el Metro de la Ciudad de México de 1975.

## Nacimientos
- 612: Constantino III de Bizancio, emperador bizantino (f. 641).
- 1428: Pedro González de Mendoza, cardenal español (f. 1495).
- 1446: Margarita de York, aristócrata inglesa (f. 1503).
- 1451: Rafael Sansoni Riario, cardenal italiano (f. 1521).

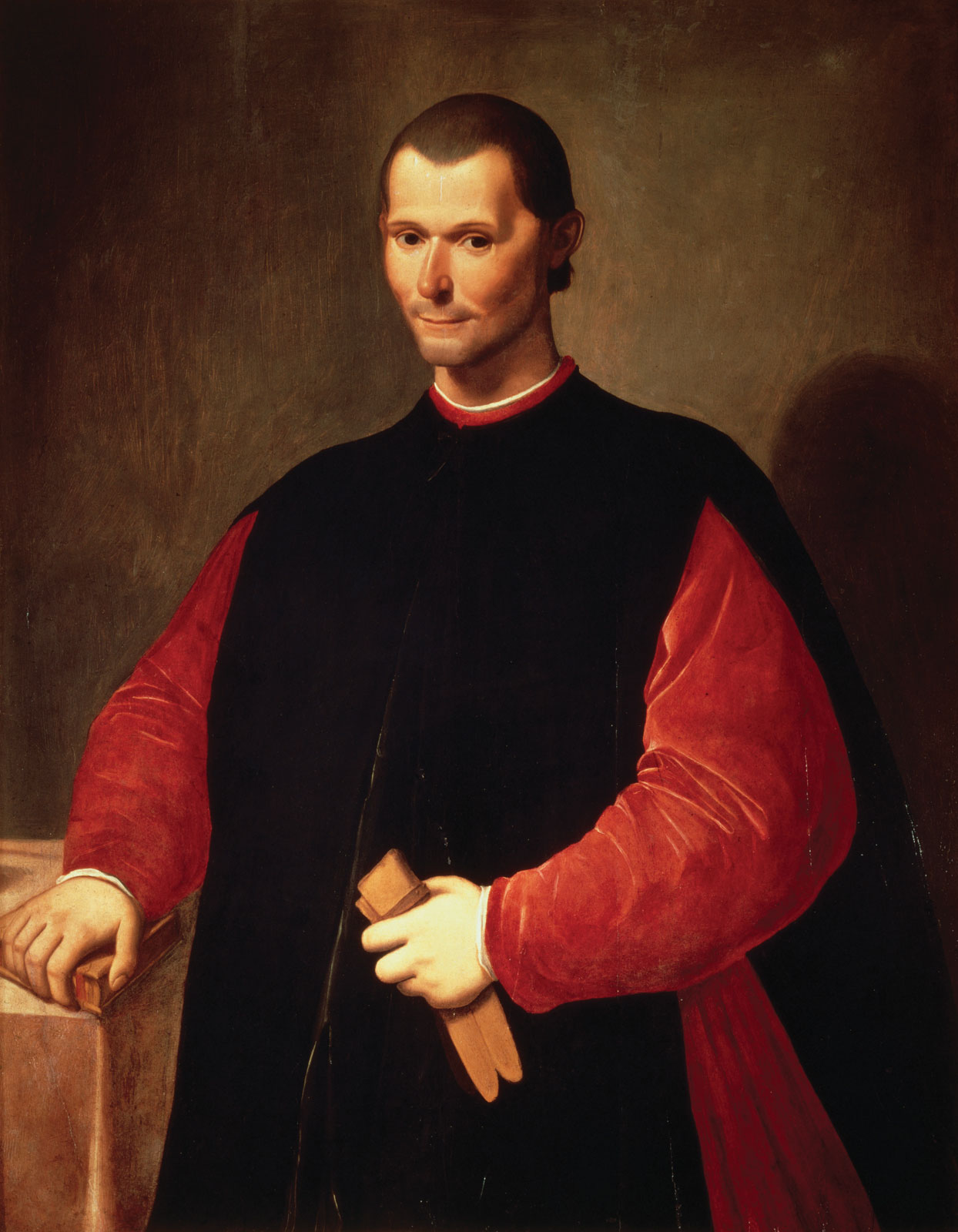
Nicolás Maquiavelo

- 1469: Nicolás Maquiavelo, filósofo y escritor italiano (f. 1527).
- 1662: Matthäus Daniel Pöppelmann, arquitecto alemán (f. 1736).
- 1678: Amaro Pargo, comerciante y corsario español (f. 1747).
- 1695: Henri Pitot, ingeniero y físico francés (f. 1771).
- 1748: Emmanuel-Joseph Sieyès, político francés (f. 1836).
- 1761: August von Kotzebue, dramaturgo alemán (f. 1819).
- 1764: Isabel de Francia, aristócrata francesa (f. 1794).
- 1768: Agustín de Eyzaguirre, presidente chileno (f. 1837).
- 1773: Giovanni Zantedeschi, botánico italiano (f. 1846).
- 1773: Giuseppe Acerbi, explorador italiano (f. 1846).
- 1779: Jean Vincent Félix Lamouroux, biólogo naturalista francés (f. 1825).
- 1783: José de la Riva-Agüero, militar y presidente peruano (f. 1858).
- 1785: Vicente López y Planes, escritor y político argentino (f. 1856).
- 1786: José Benito Cottolengo, religioso y santo italiano (f. 1842).
- 1788: José de la Cruz Carrillo, militar venezolano (f. 1865).
- 1804: Francisco Armero Peñaranda, político español  (f. 1866).
- 1826: Carlos XV, rey sueco (f. 1872).
- 1833: Félix Díaz Mori, militar y político mexicano (f. 1872).
- 1842: Luis Aldunate Carrera, político chileno (f. 1908).
- 1842: Ramona Andreu, impresora española (f. 1902).
- 1845: Elías Villanueva, político chileno (f. 1913).
- 1849: Bernhard von Bülow, político alemán y canciller alemán entre 1900 y 1909 (f. 1929).
- 1849: Jacob August Riis, periodista, fotógrafo y reformador danés (f. 1914).
- 1860: John Scott Haldane, filósofo y biólogo británico (f. 1936).
- 1873: Nikolái Cherepnín, compositor y pianista ruso (f. 1945).
- 1875: Cruz Laplana y Laguna, clérigo español (f. 1936).
- 1877: Karl Abraham, psicoanalista alemán (f. 1925).
- 1881: José Alessio Robles, militar mexicano (f. 1921).
- 1886: Marcel Dupré, compositor francés (f. 1971).
- 1888: José María Robles Hurtado, sacerdote mexicano (f. 1927).
- 1891: Tadeusz Peiper, poeta y crítico de arte polaco (f. 1969).
- 1891: José María Aguilar, guitarrista, cantante y compositor uruguayo (f. 1951).
- 1892: George Paget Thomson, físico británico, premio Nobel de Física en 1937 (f. 1975).
- 1898: Golda Meir, política israelí, primera ministra entre 1969 y 1974 (f. 1978).
- 1901: Gino Cervi, actor italiano (f. 1974).
- 1901: Ebbe Schwartz, dirigente deportivo danés (f. 1964).
- 1902: Alfred Kastler, físico francés, premio nobel de física en 1966 (f. 1984).
- 1903: Bing Crosby, cantante y actor estadounidense (f. 1977).
- 1903: Georges Politzer, filósofo francés de origen húngaro (f. 1942).
- 1904: Bill Brandt, fotógrafo británico  (f. 1983).
- 1904: Carmen Martínez Sierra, cantante lírica y actriz española (f. 2012).
- 1905: Adelino da Palma Carlos, político portugués (f. 1992).
- 1906: Mary Astor, actriz estadounidense (f. 1987).
- 1906: Pierre Vilar, historiador e hispanista francés (f. 2003).
- 1913: William Motter Inge, dramaturgo estadounidense (f. 1973).
- 1914: Armando Bó, director de cine argentino (f. 1981).
- 1914: Martín de Riquer, escritor y medievalista español (f. 2013).
- 1914: José R. Somoza, militar nicaragüense (f. 2004).
- 1915: Stu Hart, luchador profesional canadiense (f. 2003).
- 1916: Léopold Simoneau, tenor canadiense (f. 2006).
- 1917: Kiro Gligorov, político y presidente macedonio (f. 2012).
- 1917: Alan S. Trueblood, hispanista, cervantista y traductor estadounidense (f. 2012).
- 1919: Pete Seeger, músico estadounidense (f. 2014).
- 1921: Sugar Ray Robinson, boxeador estadounidense (f. 1989).
- 1921: Vasco Gonçalves, político portugués (f. 2005).
- 1921: Cuco Sánchez, músico, cantautor y actor mexicano (f. 2000).
- 1924: Thomas B. Hayward, militar estadounidense (f. 2022}.
- 1924: Ken Tyrrell, piloto británico de Fórmula 1 (f. 2001).
- 1924: Yehuda Amijai, escritor israelí (f. 2000).
- 1928: Jacques-Louis Lions, matemático francés (f. 2001).
- 1928: Carel Visser, artista neerlandés (f. 2015).
- 1929: Hans Stadlmair, director de orquesta austríaco (f. 2019)
- 1930: Juan Gelman, escritor argentino (f. 2014).
- 1931: Efraín Barquero, escritor chileno (f. 2020).
- 1931: Aureliano Tapia Méndez, sacerdote, escritor e historiador mexicano (f. 2011).
- 1933: James Brown, cantante estadounidense (f. 2006).
- 1933: Steven Weinberg, físico estadounidense, premio nobel de física en 1979 (f. 2021).
- 1933: Alex Cord, actor estadounidense (f. 2021).
- 1934: Henry Cooper, boxeador británico (f. 2011).
- 1934: Georges Moustaki, cantautor francés de origen egipcio (f. 2013)
- 1934: Frankie Valli, cantante estadounidense.
- 1936: Manuel Pachón, actor colombiano (f. 2021).
- 1937: Nélida Piñón, escritora brasileña (f. 2022).
- 1938: Lindsay Kemp, bailarín, actor, mimo y coreógrafo británico (f. 2018)
- 1939: Dennis O'Neil, escritor y guionista de cómics estadounidense (f. 2020).
- 1940: Konrad Plank, productor de música alemán (f. 1987).
- 1941: Nona Gaprindashvili, ajedrecista georgiana.
- 1942: Butch Otter, político estadounidense.
- 1944: Alfredo Molano Bravo, fue un sociólogo, periodista historiador y escritor colombiano (f. 2019).
- 1945: Jeffrey C. Hall, genetista estadounidense.
- 1948: Mauricio Pesutic, actor chileno.
- 1948: Eduardo Capello, guerrillero argentino (f. 1972).
- 1949: Leopoldo Jacinto Luque, futbolista argentino (f. 2021).
- 1951: Massimo Ranieri, cantante y actor italiano.
- 1951: Christopher Cross, cantante estadounidense.
- 1952: Allan Wells, atleta escocés.

Rutilio Escandón Cadenas

- 1958: Rutilio Escandón Cadenas, político mexicano. Gobernador de Chiapas entre 2018 y 2024.
- 1959: Ben Elton, escritor y comediante inglés.
- 1960: Kathryn Smallwood, atleta británica.
- 1960: Odiseo Bichir, actor de cine, teatro y televisión mexicano.
- 1961: Steve McClaren, entrenador inglés de fútbol.
- 1965: Rob Brydon, comediante y presentador galés.
- 1967: Juan Carlos Chirinos, escritor venezolano.
- 1967: André Olbrich, guitarrista y compositor alemán, de la banda Blind Guardian.
- 1967: Nina García, editora en jefe de Marie Claire USA y jurado estelar en el reality show, Project Runway.
- 1968: Amy Ryan, actriz estadounidense.
- 1970: Klaha, músico japonés, ex vocalista de la banda visual kei Malice Mizer.
- 1970: Pirry, periodista, documentalista, actor, fotógrafo y escritor colombiano.
- 1970: Bobby Cannavale, actor estadounidense.
- 1972: Julieta Vallina, actriz de cine, teatro y televisión argentina (f. 2022).
- 1973: Lourdes Maldonado, periodista española.
- 1973: Michael Reiziger, futbolista neerlandés.
- 1973: Ivaylo Petrov, futbolista búlgaro.
- 1974: Fernando Morillo, escritor español.
- 1975: Christina Hendricks, actriz estadounidense.
- 1975: Valentino Lanús, actor mexicano.
- 1976: Roberto Luís Gaspar Deus Severo, futbolista portugués.
- 1977: Tyronn Lue, baloncestista estadounidense.
- 1977: Hiro Mashima, mangaka japonés.
- 1977: Ben Olsen, futbolista estadounidense.
- 1978: Paul Banks, cantante y guitarrista británico, de la banda Interpol.
- 1978: Raúl Navas Paúl, futbolista español.
- 1979: Chus Bravo, futbolista español.
- 1979: Mikel Amantegui, futbolista español.
- 1980: Andrea Cossu, futbolista italiano.
- 1981: Farrah Franklin, cantante estadounidense, de la banda Destiny's Child.
- 1981: Benoît Cheyrou, futbolista francés.
- 1982: Rebecca Hall, actriz británica.
- 1982: Joey Montana, artista panameño.
- 1983: Romeo Castelen, futbolista neerlandés.
- 1985: Ezequiel Lavezzi, futbolista argentino.
- 1987: Damla Sönmez, actriz turca.
- 1989: Katinka Hosszú, nadadora húngara.
- 1990: Brooks Koepka, golfista estadounidense.
- 1991: Raffaele Pucino, futbolista italiano.
- 1991: Beato Carlo Acutis, influencer de Dios (f. 2006)
- 1995: Ander Bardají, futbolista español.
- 1996: Noah Munck, actor estadounidense.
- 1996: Domantas Sabonis, baloncestista lituano.
- 1996: Morten Konradsen, futbolista noruego.
- 1997: Desiigner, rapero estadounidense.
- 1997: Carmen Vento, cantante española.
- 1997: Bartal Wardum, futbolista feroés.
- 1998: Bae Hyun-sung, actor surcoreano.
- 1999: Lennart Czyborra, futbolista alemán.
- 1999: Sofia Tanghetti, remera italiana.
- 1999: Waleed Al-Ahmed, futbolista saudí.
- 2000: Louie Annesley, futbolista gibraltareño.
- 2000: Guillem Molina Gutiérrez, futbolista español.
- 2000: Mohamed Simakan, futbolista francés.
- 2000: Franz Schmidt Silva, futbolista peruano.
- 2000: Iñigo Royo, baloncestista español.
- 2000: Svetlana Osipova, taekwondista uzbeka.
- 2000: Meryem Çavdar, taekwondista turca.
- 2000: Juan Peñaloza, futbolista colombiano.
- 2000: Lucas Matzerath, nadador alemán.
- 2000: Irina Krivonogova, nadadora rusa.
- 2000: Maureen Jenkins, nadadora francesa.
- 2000: Adam Magri Overend, futbolista maltés.
- 2001: Rachel Zegler, actriz estadounidense.
- 2003: Florian Wirtz, futbolista alemán,

## Fallecimientos
- 735: Uaxaclajuun Ub'aah K'awiil[4] (18-Conejo) fue sacrificado mediante un rito de decapitación en la ciudad maya de Quiriguá, actualmente Guatemala.
- 762: Xuanzong de Tang, emperador chino (n. 685).
- 1152: Matilde I de Boulogne, reina consorte de Inglaterra (n. 1103).
- 1270: Bela IV, rey húngaro (n. 1206).
- 1410: Alejandro V de Pisa, antipapa italiano (n. 1340).
- 1481: Mehmed II, sultán otomano (n. 1432).
- 1616: William Shakespeare (según el calendario gregoriano), dramaturgo, poeta y actor inglés (n. 1564).
- 1704: Heinrich Ignaz Biber, compositor y violinista austriaco (n. 1644).
- 1719: Pierre Legros, escultor francés (n. 1666).
- 1739: María Ana de Borbón, aristócrata francesa (n. 1666).
- 1758: Benedicto XIV, papa italiano (n. 1675).
- 1764: Francesco Algarotti, escritor italiano (n. 1712).
- 1824: Florencio Terrada, militar argentino (n. 1782).
- 1833: Dimitrios Galanos, primer indólogo griego (n. 1760).
- 1853: Juan Donoso Cortés, diplomático y político español (n. 1809).
- 1856: Adolphe Adam, compositor francés (n. 1803).
- 1876: Luis Francisco Benítez de Lugo y Benítez de Lugo (n. 1837).
- 1884: León Guzmán, abogado, militar, político y diplomático mexicano (n. 1821).
- 1885: Bernardo Ferrándiz, pintor español (n. 1835).
- 1899: José Zapater y Ugeda, abogado y escritor valenciano (n. 1826):
- 1916: Patrick Pearse, activista irlandés (n. 1879).
- 1926: Knut Wicksell, economista sueco (n. 1851).
- 1927: David Arellano, futbolista chileno y miembro fundador del Club Social y Deportivo Colo-Colo (n. 1902).
- 1932: Charles Fort, escritor e investigador estadounidense (n. 1874).
- 1936: Robert Michels, sociólogo alemán (n. 1876).
- 1942: Elías Alippi, dramaturgo, empresario, actor y director argentino (n. 1883).
- 1945: Odón de Buen, naturista español (n. 1861).
- 1949: Mariano Fortuny y Madrazo, pintor español (n. 1871).
- 1951: Homero Manzi, letrista de tangos y poeta argentino (n. 1907).
- 1966: Concepción Castella de Zavala, escritora española (n. 1889).
- 1971: Kondrat Melnik, militar soviético (n. 1900)
- 1984: Alan Schneider, cineasta estadounidense (n. 1917).
- 1987: Dalida, cantante y actriz egipcia (n. 1933).
- 1990: Carlos Palito Cerutti (21), baloncestista argentino (n. 1969).
- 1997: Carlos Rojas González, pintor colombiano (n. 1933).
- 1997: Narciso Yepes, guitarrista español (n. 1927).
- 1998: René Mugica, actor y cineasta argentino (n. 1909).
- 2003: Suzy Parker, modelo y actriz estadounidense (n. 1932).
- 2006: Karel Appel, pintor neerlandés (n. 1921).
- 2006: Enrique Álvarez del Castillo, político mexicano (n. 1923).
- 2007: Rodrigo Cisternas, trabajador forestal, asesinado por la policía chilena (n. 1981).
- 2008: Leopoldo Calvo-Sotelo, político español, presidente entre 1981 y 1982 (n. 1926).
- 2008: Morgan Sparks, científico estadounidense (n. 1916).
- 2009: Pablo Lizcano, periodista español (n. 1951).
- 2010: Florencio Campomanes, ajedrecista filipino (n. 1927).
- 2011: Jackie Cooper, actor estadounidense (n. 1922).
- 2013: Brad Drewett, tenista profesional australiano (n. 1958).
- 2014: Gary Becker, economista estadounidense (n. 1930).
- 2016: Ángel de Andrés López, actor español (n. 1951).
- 2016: Kaname Harada, aviador japonés (n. 1916).
- 2018: Afonso Dhlakama, político mozambiqueño (n. 1953).
- 2019: Graciela Araujo, actriz argentina (n. 1930).
- 2020: John Ericson, actor germano-estadounidense (n. 1926).
- 2020: Miguel Ors, periodista deportivo español (n. 1926).
- 2021: Jah Mohan Malhotra, político indio (n. 1927).
- 2021: Lloyd Price, cantante y pianista estadounidense (n. 1933).
- 2021: José Rafael Albrecht, futbolista argentino (n. 1941).
- 2022: Tony Brooks, piloto británico de automovilismo (n. 1932).
- 2023: Francisco Paesa, detective español (n. 1936).
- 2025: José Miguel Pallás Gómez, militar, investigador, heraldista y escritor español (n. 1946).

## Celebraciones
- Día Mundial de la Libertad de Prensa.
(decisión 48/432 de 1993 de Asamblea General de las Naciones Unidas), se celebra desde 1994.

- Día Internacional del Rap.

- Día de la Chacana.[5]
Los pueblos andinos conmemoran el alineamiento vertical de la Cruz del Sur con el eje de la Tierra.

Por países
(Por orden alfabético)
- Argentina: 
  - Día de la Milanesa.[6][7]
  - Día Nacional del Cuerpo de la Policía Montada.
    -  Misiones: 
      - Aniversario de Santo Pipó.
El 3 de mayo de 1928, a iniciativa de Luciano Leiva y Eugenio Lagier, se creó la primera Comisión de Fomento de Santo Pipó que estuvo integrada por Víctor Schopfer, Alfonso Manique, Rodolfo Haselbach, Marcos Borel y Gualterio Gessner.
Fundación: 3 de mayo de 1928 (97 años).[8]
      - Aniversario de Florentino Ameghino.
Ubicado al Nordeste del Departamento San Javier, el municipio de Florentino Ameghino fue creado por decreto del 3 de mayo de 1956.
Fundación: 3 de mayo de 1956 (69 años).[8]

- Francia:
  - Toulouse: 
    - Concurso de poesía de Académie des Jeux Floraux.

- Guatemala: 
  - Día del Albañil.

- Honduras: 
  - Día del Arquitecto.

- Japón:
  - Kenpō Kinen Bi (Fiesta de la Constitución).

- Lituania: 
  - Fiesta de la Constitución.

- México:
  - Día del Albañil.
  - Día del Arqueólogo.

- Polonia: 
  - Fiesta de la Constitución.

### Santoral católico

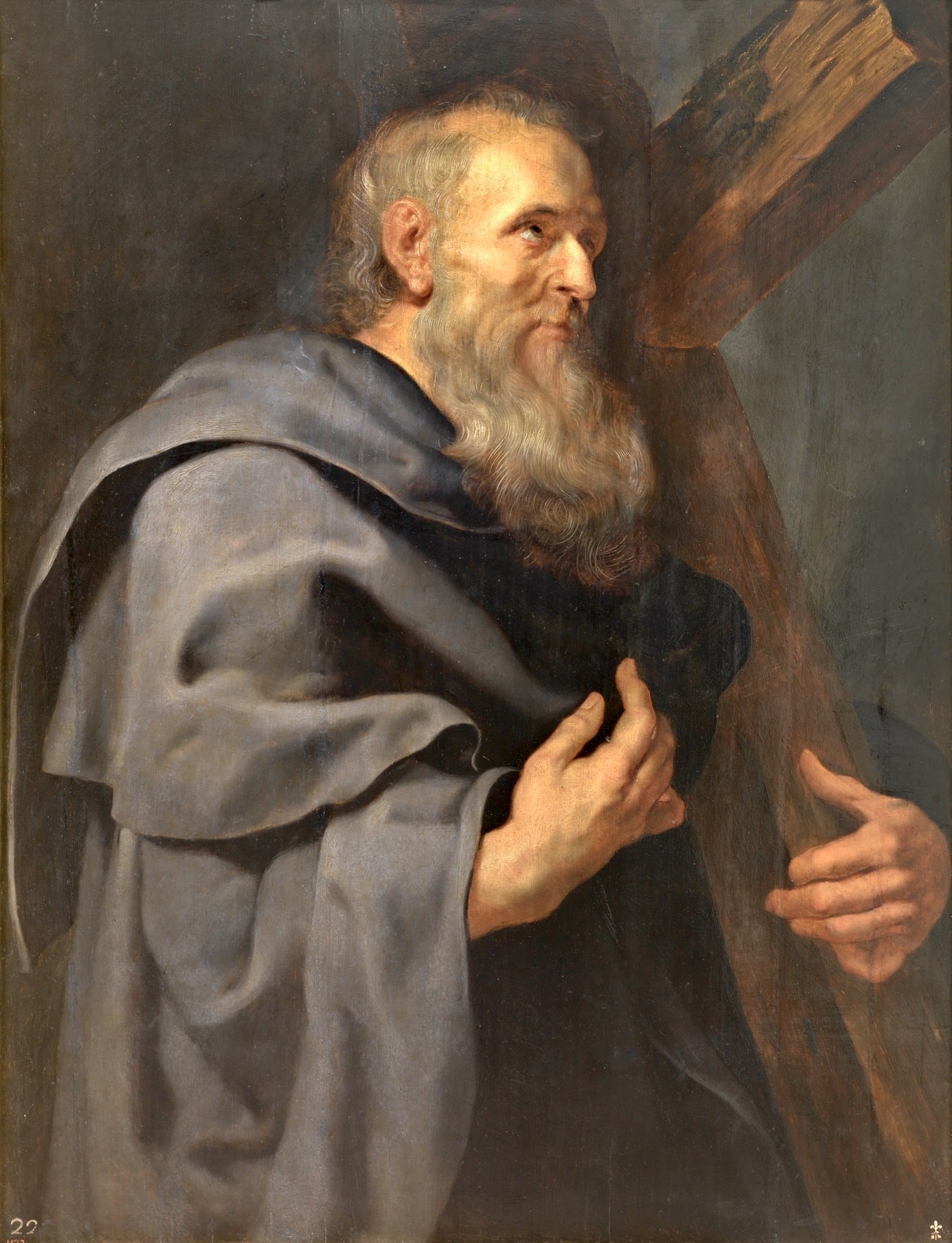
San Felipe, de Peter Paul Rubens, c. 1611. Museo del Prado, Madrid.

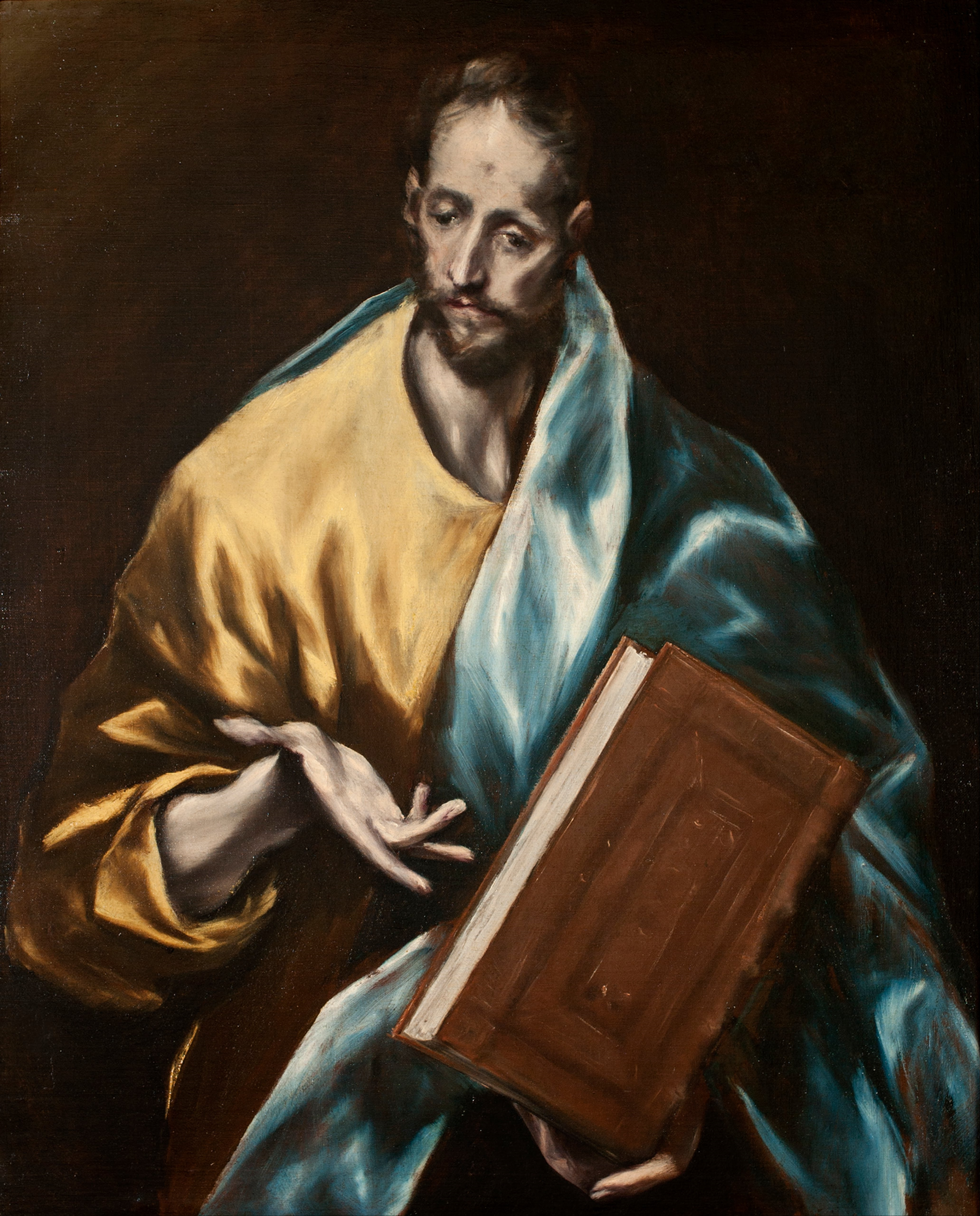
El apóstol Santiago el Menor, por El Greco (h. 1609).

- Santos Felipe y Santiago, apóstoles (s. I). (imágenes ilustrativas).Son dos de los primeros discípulos de Jesús y ambos se encontraban entre los Doce Apóstoles originales. Felipe era, como Pedro y Andrés, un pescador oriundo de Betsaida, en Galilea, y murió en Hierápolis, Frigia (actual Turquía), crucificado hacia el año 80. Después de Pentecostés evangelizó en Asia Menor. Su cuerpo reposa en Roma, en la basílica de los Santos Apóstoles, junto con el de Santiago El Menor, hermano del apóstol Judas Tadeo. Se cree que comparten un mismo día de fiesta porque sus reliquias fueron traídas juntas a Roma a principios de mayo de 560 d. C.

- Santos Timoteo y Maura de Antinoe, mártires (f. 296).
- Santos Evencio, Alejandro y Teódulo de Roma (s. III/IV).
- San Juvenal de Narni, obispo (s.IV).
- San Conleto de Kildare, obispo (f. 520).
- San Pedro de Argo, obispo (f. 922).
- San Ansfrido de Utrecht, obispo (f. 1008).
- San Teodosio de Kiev, abad (f. 1074).

- Beata Emilia Bicchieri, virgen (f. 1314).
- Beato Estanislao de Kazimierz, presbítero y canónigo regular (f. 1489).
- Beato Eduardo José Rosaz, obispo (f. 1903).
- Beata María Leonia Paradis, virgen (f. 1912).

Celebraciones católicas
- Cruz de mayo, Cruces de mayo, Fiesta de las Cruces, festividades sobre el tema de la Vera Cruz, mantenido en algunas ciudades y países a pesar de la celebración oficial de la Exaltación de la Santa Cruz el 14 de septiembre.

Por países
(Por orden alfabético)
- Argentina: 
  -  Corrientes: 
    - Día de la Cruz de los Milagros.[9]
El 3 de mayo de cada año se conmemora el día de la Cruz de los Milagros, símbolo venerado en la provincia de Corrientes, donde tiene un fuerte arraigo popular la creencia, hoy extendida a otros pueblos del Litoral, de que protege ante las adversidades.

- Colombia: 
  - San Pedro de los Milagros:
    - Fiestas patronales del Señor de los Milagros.

- España:
  - Vega de Valdetronco (Valladolid): Fiestas de la Santa Cruz.
  - Cieza (Murcia): Día de la Cruz.
  - Hellín (Albacete): Día de la Cruz, fiesta local.
  - El Carpio (Córdoba): Romería de Nuestro Señor Ecce Homo (patrón de El Carpio).
  - Santa Cruz de La Palma: Día de la Santa Cruz y aniversario de la fundación de la ciudad.
  - Santa Cruz de Tenerife: Día de la Cruz, Fiestas de mayo.
  - Santa Cruz de Bezana (Cantabria): Día de la Cruz.
  - Ibros (Jaén): Día de la Cruz. Fiestas Patronales.
  - El Viso del Alcor (Sevilla): Fiestas de la Santa Cruz.
  - Caravaca de la Cruz (Región de Murcia): Día de la Cruz.
  - Granada: Día de la Cruz.
  - Abanilla (Región de Murcia): Romería en honor de la Santa Cruz de Abanilla.
  - Sama de Grado (Principado de Asturias): Santísima Cruz de Mayo,
  - Ubrique (Cádiz): Cruces de mayo (Día de los Gamones).